# Zentrale Ostalpen (SOIUSA)
Die Zentralen Ostalpen sind einer von drei Sektoren der Ostalpen in der internationalen vereinheitlichten orographischen Einteilung der Alpen (SOIUSA) nach Sergio Marazzi. Sie sind nicht deckungsgleich mit dem gleichnamigen Hauptteil der Alpenvereinseinteilung der Ostalpen (AVE), da diese die Ostalpen in vier statt drei Bereiche gliedert.

## Umgrenzung
Die Grenze zwischen den Zentralen Ostalpen und den Nördlichen Ostalpen läuft nach SOIUSA ähnlich wie nach AVE von Westen nach Osten entlang der Linie Ill – Alfenz – Arlbergpass – Rosanna – Inn – Sill – Schmirnbach – Tuxer Joch – Tuxbach – Zemmbach – Ziller – Gerlosbach – Gerlospass – Salzach – Wagrainer Ache – Wagrainer Höhe – Enns – Palten – Schoberpass – Liesing – Mur – Mürz – Semmering-Pass – Schwarza. Die AVE zählt die Tuxer Alpen und die Kitzbüheler Alpen allerdings zu den Zentralen Ostalpen.
Gegenüber den Südlichen Ostalpen verläuft die Grenze entlang der Linie Comosee – Adda – Braulio – Stilfser Joch – Trafoier Bach – Etsch – Eisack – Rienz – Toblacher Sattel – Drau. Im Gegensatz dazu zählt die AVE den Bereich südlich der Linie Landquart GR – Bormio zu den Westlichen Ostalpen.
Die Abgrenzung zu den Westalpen richtet sich nach der allgemein anerkannten Linie Comosee – Mera – Liro – Splügenpass – Hinterrhein – Alpenrhein.

## Untergliederung
Die Zentralen Ostalpen werden in sechs Abschnitte eingeteilt.
| Nummer | Name                          |
| ------ | ----------------------------- |
| 15     | Westliche Rätische Alpen      |
| 16     | Östliche Rätische Alpen       |
| 17     | Westliche Tauernalpen         |
| 18     | Östliche Tauernalpen          |
| 19     | Steirisch-Kärntnerische Alpen |
| 20     | Steirisches Randgebirge       |